# الاساوي

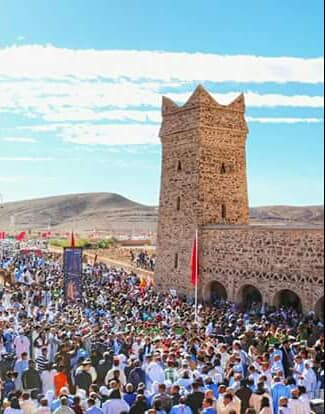
إقليم آسا الزاك

آل الاساوي أسرة بكرية من بنو تيم، قريش من ذرية ابو بكر الصديق
من هذه الاسرة علماء وصلحاء معروفين بآسا إقليم آسا الزاك جنوب المغرب منذ القدم 
اسرة الاساوي أهل محمود بن مبارك المتواجدون إلى يومنا هذا بارض اسا بلاد الاولياء والفقهاء قبيلة آيتوسى. هذه الاسرة ترتفع بنسبها إلى الخليفة أبو بكر الصديق.

## نسب آل الاساوي
الشيخ محمود بن سيدي مبارك  بن سيدي محمد بن سيدي أحمد  بن سيدي محمد بن سيدي إبراهيم  بن سيدي علي  بن سيدي الحسين بن سيدي إبراهيم (مولاي إبراهيم) بن سيدي محمد بن سيدي الحسن بن سيدي مبارك بن سيدي احمد بن سيدي محمد  بن سيدي علي  بن الشيخ محمد بن الشيخ عبد الله بن الشيخ عبد الرحمن بن الشيخ علي بن الشيخ محمد الاساوي البكري الصديقي بن سيدي محمد موسى بن سيدي أبي بكر بن سيدي يوسف بن سيدي عيسى بن صالح بن أبي زيد بن إبراهيم بن سيدي الحسن بن علي بن عبد الله بن محمد بن القاسم بن محمد بن جعفر المسمى الجوزي بن عبد الله  بن القاسم بن النضر بن القاسم بن محمد بن عبد الله بن عبد الرحمن بن القاسم بن محمد بن أبو بكر الصديق رضي الله عنه صاحب رسول الله صلى الله عليه وسلم وخليفته. ابن عبد الله ابو قحافة عثمان ابن عامر ابن عمرو ابن كعب ابن سعد ابن تيم ابن مرة ابن كعب ابن لؤي ابن غالب ابن فهر ابن مالك ابن النضر قريش ابن كنانة ابن خزيمة ابن مدركة ابن الياس ابن مضر ابن نزار ابن معد ابن عدنان

## اعلام من الاسرة
- الشيخ والعلامة إبراهيم ابن عبد الله الاساوي أحد أكبر العلماء كانت له وجاهة بين الناس
- الشيخ العلامة الحاج العروصي ابن محمود ابن مبارك الاساوي من كبار العلماء والائمة المعروفين
- الفقيه جماني ابن محمود ابن مبارك الاساوي ضابط في الجيش ومحارب قديم كانت له وجاهة بين الناس
- السيد محمود ابن مبارك ابن الشيخ سيدي محمد الاساوي أحد رجالات المقاومة وجيش التحرير وشغل منصب رئيس جماعة اسا وكان من كبار الوجهاء والاعيان وله مكانة بين الناس
- الحاج القائد الحافظ ابن مبارك بن الشيخ سيدي محمد الاساوي أحد رجالات المقاومة وجيش التحرير وكان قائد30
- الخليفة الناصر ابن محمود ابن مبارك الاساوي خليفة القائد كانت له وجاهة بين الناس
- الفقيه محمد ابن محمود ابن مبارك الاساوي يشغل منصب عضو بالمجلس البلدي باسا
- الشيخ سيدي محمد ابن الشيخ سيدي احمد الاساوي أحد كبار العلماء والائمة وله وجاهة ومكانة كبيرة
- الشيخ سيدي احمد ابن الشيخ سيدي محمد الاساوي أحد كبار العلماء والائمة وله وجاهة بين الناس
- الشيخ سيدي محمد الاساوي الاحايكي الوعباني ابن سيدي إبراهيم الاساوي أحد كبار العلماء والائمة وله وجاهة
- الشيخ سيدي إبراهيم ابن الشيخ سيدي علي الاساوي أحد كبار العلماء والائمة في المنطقة وله وجاهة ومكانة كبيرة بين الناس
- الشيخ سيدي علي ابن الشيخ سيدي الحسين الاساوي أحد كبار العلماء والائمة وله وجاهة ومكانة كبيرة بين الناس وكانت له الرئاسة
- الشيخ سيدي الحسين ابن الشيخ سيدي إبراهيم الاساوي أحد كبار العلماء والائمة ومن وجهاء المنطقة
- الشيخ سيدي إبراهيم (مولاي إبراهيم) ابن الشيخ سيدي محمد الاساوي من كبار العلماء والشيوخ والائمة بالمنطقة وله مكانة عظيمة بين الناس
- الشيخ سيدي علي ابن الشيخ محمد الاساوي أحد كبار الفقهاء والعلماء والائمة
- الشيخ محمد بن الشيخ عبد الله الاساوي أحد كبار العلماء والائمة وله وجاهة ومكانة كبيرة بين الناس
- الشيخ عبد الله ابن الشيخ عبد الرحمن الاساوي أحد كبار العلماء والائمة وله وجاهة بين الناس
- الشيخ عبد الرحمن ابن الشيخ علي الاساوي أحد كبار العلماء والائمة وله وجاهة ومكانة
- الشيخ علي ابن الشيخ القطب محمد الاساوي أحد كبار العلماء والائمة وله وجاهة ومكانة كبيرة بين الناس
- الشيخ محمد القطب الكامل والشيخ العلامة والفهامة الدائع الصيت

## أبناء عمومة آل الاساوي
- السعودية ؛(آل العمودي، آل ملا قاسم، ابن صادق المُعلمي، آل علان، الخير ابادي، آل السمان، آل المفتي، العتيق، بن صادق، العتيقي)
- اليمن؛ (آل الرداد، آل العمودي، بنو يوسف التيمي، آل السماوي، وآل المعلمي، آل باعشن)
- البحرين(الصديقي ذُرية الشيخ يوسف الصديقي)
- سوريا؛ (البكري ذُرية بدر الدين البكري في دمشق وحماة، ذُرية نور الدين البكري في دمشق، آل دراقي – آل محرم في حمص)
- الأردن(؛البكري ذُرية نور الدين البكري)
- فلسطين (البكري ذُرية نور الدين البكري)
- المغرب (اولاد سيدي الشيخ ؛ آل يعزى ويهدى ؛ ابن سيف؛آل الاساوي ؛ شيخ محمد بن إبراهيم التمنارتي ؛بكار ؛ الحبيب الغماري)
- الجزائر؛ (اولاد سيدي الشيخ، قبيلة الاتواج، المجاذيب)
- ليبيا ؛(المرابطين الزوى، ابن صادق)
- العراق؛ (البكري، ذُرية السهروردي، آل قاسم، آل شنشل، ذُرية آبن الجوزي، آل فرهاد، آل النعمة، آل الحاج زكريا، آل الخاصكي، آل ملا عبيدة، عشيرة السورجية)
- موريتانيا ؛(قبيلة الإقلال، قبيلة ديمان)
- مصر ؛(البكري ذُرية السادة البكرية، ذُرية نور الدين البكري، البكري في البرلس، عواض، الشرقاوي نجع حمادي)
- السودان ؛(المشايخة، الزنارخة، المسلمية، الرقبات، الطراريف، الفلاليت، الملهيتكتاب، الداودية، المجانين)
- الصومال ؛(الشيخال)
- تونس ؛(بكار، سليمان، سيدي محرز بن خلف)
- الإمارات العربية المتحدة؛ (البكري – ذرية نور الدين البكري)

## التسلسل التاريخي
- السيد محمود ابن مبارك الاساوي (1338هـ_1420هـ)
- السيد مبارك ابن الشيخ سيدي محمد (1296هـ_1380هـ)
- الشيخ سيدي محمد (1243هـ_1332هـ)
- الشيخ سيدي احمد (1193هـ_1266هـ)
- الشيخ سيدي محمد الاساوي (1153هـ_1229هـ)
- الشيخ سيدي إبراهيم (1119هـ_1199هـ)
- الشيخ سيدي علي (1069هـ_1146هـ)
- الشيخ سيدي الحسين (1023هـ_1100هـ)
- الشيخ سيدي إبراهيم (مولاي إبراهيم)(977هـ_1063هـ)
- الشيخ سيدي محمد (937هـ_1037هـ)
- الشيخ سيدي الحسن (907هـ_983هـ)
- الشيخ سيدي مبارك (874هـ_956هـ)
- الشيخ سيدي احمد (843هـ_933هـ)
- الشيخ سيدي محمد (813هـ_882هـ)
- الشيخ سيدي علي (772هـ_815هـ)
- الشيخ سيدي محمد (748هـ_824هـ)
- الشيخ سيدي عبد الله (724هـ_808هـ)
- الشيخ سيدي عبد الرحمن (698هـ_786هـ)
- الشيخ سيدي علي (676هـ_752هـ)
- الشيخ سيدي محمد (646هـ_726هـ)